# جیمز ال. هوآرد
جیمز ال. هوآرد (انگلیسی: James L. Hoard؛ زاده ۱۹۰۵ درگذشته ۱۹۹۳) یک شیمی‌دان اهل ایالات متحده آمریکا بود. 